# Józef Kossecki (1896–1940)
Józef Kossecki (ur. 10 grudnia 1896 w Wądole, pow. tucholski, zm. wiosną 1940 w Katyniu) – kapitan piechoty Wojska Polskiego, kawaler Legii Honorowej, ofiara zbrodni katyńskiej.

## Życiorys
Syn Józefa i Marianny z Pokrzewińskich. Żołnierz armii gen. Hallera we Francji. Następnie tłumacz francuskiej misji wojskowej w Grudziądzu. 1 listopada 1921 został awansowany do stopnia podporucznika.
W okresie międzywojennym pozostał w wojsku. W 1921 był oficerem łącznikowym przy Francuskiej Misji Morskiej. W 1923 w stopniu porucznika (starszeństwo z dniem 1 czerwca 1921 i 72 lokatą w korpusie oficerów zawodowych piechoty) służył w 64 pułku piechoty. W 1930 w stopniu porucznika służył w 77 pułku piechoty. Działał w LOPP. Był przewodniczącym sekcji gazowej Komitetu Powiatowego LOPP w Lidzie. W 1931 został inspektorem wyszkolenia gazowego LOPP. 15 kwietnia 1932 został przeniesiony z 77 pp do Szkoły Podchorążych Piechoty. Na stopień kapitana został mianowany ze starszeństwem z 1 stycznia 1936 i 96. lokatą w korpusie oficerów piechoty. 20 października 1938 został przeniesiony do 64 pułku piechoty, a następnego dnia przydzielony do Dywizyjnego Kursu Podchorążych Rezerwy 16 DP przy 65 pp w Grudziądzu. W marcu 1939 przebywał na kursie.
11 września 1939 w Okręgowym Punkcie Zbornym w Lublinie razem z kpt. łącz. rez. inż. Stefanem Sienickim i ppor. adm. Wincentym Ogrodzińskim otrzymał z Komendy Garnizonu i Miasta rozkaz wyjazdu do Łucka. 16 września wysłany z garnizonu Równe do punktu zbornego w Dubnie. Wzięty do niewoli radzieckiej. Według stanu na grudzień 1939 był jeńcem obozu w Kozielsku. 5 kwietnia 1940 przekazany do dyspozycji naczelnika smoleńskiego obwodu NKWD – lista wywózkowa bez numeru, poz. 35 z 2.04.1940. Został zamordowany 7 kwietnia 1940 przez NKWD w lesie katyńskim. Zidentyfikowany podczas ekshumacji prowadzonej przez Niemców w 1943, zapis w dzienniku ekshumacji pod datą 15.05.1943. Przy szczątkach znaleziono legitymację osobistą, rozkaz wyjazdu i świadectwo szczepienia. Figuruje na liście AM-224-2130 i liście Komisji Technicznej PCK pod numerem: GARF 76-02130. W spisie AM figuruje pod nazwiskiem Kosiecki. Nazwisko Kosseckiego znajduje się na liście ofiar (pod nr 2130) opublikowanej w Gońcu Krakowskim nr 133, w Nowym Kurierze Warszawskim nr 138 i w Wieściach Polskich nr 575 z 1943. Krewni do 1946 poszukiwali informacji przez Biuro Informacji i Badań Polskiego Czerwonego Krzyża w Warszawie. W Archiwum Robla (pakiet 01970-17) w dokumentach znalezionych przy szczątkach por. Jana Kazimierza Kamieńskiego, kapitan Kossecki jest wymieniony pod datą 4 kwietnia 1940.
Był żonaty z Martą z Borowiczów, z którą miał córkę Ewę.

## Ordery i odznaczenia
- Medal Niepodległości (20 lipca 1932)[20][21]
- Medal Pamiątkowy za Wojnę 1918–1921[22]
- Medal Dziesięciolecia Odzyskanej Niepodległości[22]
- Krzyż Kampanii Wrześniowej (pośmiertnie, 1 stycznia 1986)
- Odznaka pamiątkowa 64 pułku piechoty[23]
- Krzyż Kawalerski Orderu Legii Honorowej (Francja, 1929)[24]
- Medal Pamiątkowy Wielkiej Wojny (Francja, 1928)[4]
- Medal Zwycięstwa (Médaille Interalliée) (1925)[25]

## Upamiętnienie
- Minister Obrony Narodowej Aleksander Szczygło decyzją Nr 439/MON z 5 października 2007 awansował go pośmiertnie na stopnień majora. Awans został ogłoszony 9 listopada 2007, w Warszawie, w trakcie uroczystości „Katyń Pamiętamy – Uczcijmy Pamięć Bohaterów”[26].
- Tablicą epitafijną na Pomniku Katyńskim na Cmentarzu Centralnym w Szczecinie[27]